# سیارک ۴۷۴۹۴
سیارک ۴۷۴۹۴ (به انگلیسی: 47494 Gerhardangl، نامگذاری:2000AH42) چهل و هفت هزار و چهارصد و نود و چهارمین سیارک کشف شده‌است که در ۴ ژانویه ۲۰۰۰ کشف شد.